# Szimszon Unichman
Szimszon Unichman (hebr.: שמשון יוניצ'מן, ang.: Shimshon Unichman, ur. 13 lutego 1907 w Łucku, zm. 21 marca 1961) – izraelski lekarz i polityk, w latach 1955–1961 poseł do Knesetu z listy Herutu.
W wyborach parlamentarnych w 1955 po raz pierwszy dostał się do izraelskiego parlamentu. W 1959 uzyskał reelekcję. Zmarł 21 marca 1961, a mandat objął po nim Awraham Derori.